# Okręg wyborczy Berowra
Okręg wyborczy Berowra (ang. Division of Berowra) – jednomandatowy okręg wyborczy do Izby Reprezentantów Australii, położony w północnej części Sydney i czerpiący nazwę od jednej z dzielnic tego miasta. Powstał przed wyborami w 1969 roku. Wszystkie dotychczasowe wybory wygrała w nim Liberalna Partia Australii (LPA). 

## Lista posłów
| okres urzędowania | poseł          | przynależność              |
| ----------------- | -------------- | -------------------------- |
| 1969-1972         | Tom Hughes     | Liberalna Partia Australii |
| 1972-1993         | Harry Edwards  | Liberalna Partia Australii |
| 1993-2016         | Philip Ruddock | Liberalna Partia Australii |
| od 2016           | Julian Leeser  | Liberalna Partia Australii |

źródło: